# Římskokatolická farnost Týn nad Vltavou
Římskokatolická farnost Týn nad Vltavou je územním společenstvím římských katolíků v rámci vikariátu České Budějovice - venkov českobudějovické diecéze.

## O farnosti

### Historie
Týn nad Vltavou byl původně součástí majetků pražského biskupství a místní hrad sloužil jako letní rezidence pražských biskupů. Ve 14. století je zde doložena při kostele svatého Kryštofa kolegiátní kapitula. Kapitula zanikla za husitských válek. V 17. století vznikla v Týně farnost s titulem děkanství. Tehdy již bylo zasvěcení místního kostela změněno ze svatého Kryštofa na svatého Jakuba Staršího. V letech 1790–1952 existoval vltavotýnský vikariát.

### Duchovenstvo farnosti

#### Duchovní správci
- 1849-1859 R.D. Karel Alois Vinařický
- 1880-1898 R.D. Václav Kovál
- 1898-1911 R.D. Josef Lhotský
- 1912-1917 R.D. Josef Bouše
- 1917-1918 R.D. Rudolf Šuchman
- 1918-1938 R.D. Jan Koubek
- 1938-1946 Mons. Václav Přibek
- 1946-1958 R.D. Josef Noska
- 1958-1982 R.D. Václav Štěpán
- 1982 (březen-srpen) R.D. Adolf Pintíř
- 1982-1990 D. Hroznata František Janoušek, O.Praem.
- 1990-2002 R.D. František Pich
- 2002 (srpen-říjen) R.D. ThLic. Piotr Szkobel († 30. října 2002)
- 2002-2016 R.D. Marek Antoni Donnerstag, ThD.
- od r. 2016 R.D. Václav Hes

#### Kněží pocházející z farnosti
- R.D. Antonín Jaroslav Puchmajer (7. ledna 1769 Týn nad Vltavou – 29. září 1820 Praha), vlastenecký kněz, někdejší farář v Kamenném Újezdě, později v Radnicích u Plzně, spisovatel, básník a překladatel.

### Současnost
Farnost má kontinuálně od svého vzniku sídelního duchovního správce. Od r. 2016 je jím R.D. Václav Hes, který předtím působil v Sušici. Mimo Týna nad Vltavou spravuje také jako administrátor ex currendo farnosti Chrášťany, Křtěnov, Neznašov a Zálší.
| Fotografie | Kostel                     | Místo                | Bohoslužba                  | Bohoslužba             | Poznámka      |
| ---------- | -------------------------- | -------------------- | --------------------------- | ---------------------- | ------------- |
|            | Kaple                      | Koloděje nad Lužnicí | neslouží se pravidelně      | neslouží se pravidelně | zámecká kaple |
|            | Kaple                      | Předčice             | neslouží se pravidelně      | neslouží se pravidelně | obecní kaple  |
|            | Kaple                      | Smilovice            | neslouží se pravidelně      | neslouží se pravidelně | obecní kaple  |
|            | Kaple                      | Třitim               | neslouží se pravidelně      | neslouží se pravidelně | obecní kaple  |
|            | Kostel sv. Jakuba Staršího | Týn nad Vltavou      | neděle pondělí středa pátek | 9.30 8.00 18.00        | farní kostel  |
|            | Kaple sv. Vojtěcha         | Vesce                | neslouží se pravidelně      | neslouží se pravidelně | obecní kaple  |
|            | Kaple sv. Anežky České     | Týnec nad Vltavou    | neslouží se pravidelně      | neslouží se pravidelně | kaple         |